# Rechtsbehelfsbelehrung
Rechtsbehelfsbelehrung (im weiteren Sinn) ist im bundesdeutschen Sprachgebrauch die Belehrung darüber, ob und wie eine behördliche oder gerichtliche Entscheidung durch einen Rechtsbehelf angegriffen werden kann.
In Deutschland ist davon zu unterscheiden die Rechtsmittelbelehrung, die über die Möglichkeit der Anfechtung einer Entscheidung durch ein Rechtsmittel, d. h. einem speziellen Rechtsbehelf mit Devolutiv- und Suspensiveffekt, unterrichtet. In Abgrenzung zur Rechtsmittelbelehrung wird Rechtsbehelfsbelehrung (dann im engeren Sinn) auch die Rechtsbehelfsbelehrung im weiteren Sinn genannt, die andere Rechtsbehelfe als Rechtsmittel betrifft.
In Österreich existiert ausschließlich der Terminus Rechtsmittelbelehrung, der anstelle des in Österreich unbekannten bundesdeutschen Terminus Rechtsbehelfsbelehrung (im weiteren Sinn) verwendet wird.

## Deutschland

### Verwaltungsrecht
Eine ordnungsgemäße Rechtsbehelfsbelehrung enthält nach (§ 37 Abs. 6 VwVfG sowie § 58 Abs. 1 VwGO)
- die Art des zulässigen Rechtsmittels oder anderen Rechtsbehelfs,
- die Behörde oder das Gericht, bei denen der Rechtsbehelf einzulegen ist, und deren Sitz, sowie
- die Frist, innerhalb der der Rechtsbehelf einzulegen und gegebenenfalls zu begründen ist (nach § 70 VwGO ein Monat nach Bekanntgabe des Verwaltungsaktes).

Über eventuell einzuhaltende Formvorschriften bei der Einlegung oder Begründung von Rechtsbehelfen (beispielsweise Unterzeichnung einer schriftlichen Begründung durch einen Rechtsanwalt) muss grundsätzlich nicht belehrt werden.
Ist die Rechtsbehelfsbelehrung fehlerhaft, fehlt sie ganz oder enthält sie unrichtige oder irreführende Zusätze, so gilt für die Einlegung eines Rechtsbehelfs nach § 58 Abs. 2 VwGO eine Frist von einem Jahr. Gleiches gilt nach § 66 SGG für das sozialgerichtliche Verfahren und nach § 356 AO im Einspruchsverfahren vor den Finanzbehörden.
Auch im verwaltungsbehördlichen Bereich bestehen keine allgemein gültigen Regelungen über eine Rechtsbehelfsbelehrungspflicht. Bundesbehörden sind verpflichtet, dem schriftlichen Verwaltungsakt eine Rechtsbehelfsbelehrung anzufügen (§ 37 Abs. 6 VwVfG). Allen Widerspruchsbescheiden (ganz gleich, ob von Bundes- oder von Landesbehörden erlassen) muss eine Rechtsbehelfsbelehrung angefügt sein (§ 73 Abs. 3 VwGO). Im Bereich der Landesverwaltung verlangt teilweise das Sachrecht das Anfügen einer Rechtsbehelfsbelehrung (z. B. das Sozialrecht, § 36 SGB X). Im Landesbereich besteht sonst, sofern dies nichts ausdrücklich gesetzlich angeordnet ist, keine allgemeine Pflicht, Rechtsbehelfsbelehrungen zu erteilen.
Im Verfahren vor den Verwaltungsgerichten besteht eine allgemeine Belehrungspflicht (§ 117 Abs. 2 Nr. 6 VwGO).

### Zivilrecht
Im Zivilrecht wurde mit dem Gesetz zur Einführung einer Rechtsbehelfsbelehrung im Zivilprozess und zur Änderung anderer Vorschriften eine umfassende Belehrungspflicht mit Wirkung zum 1. Januar 2014 eingeführt.
Nach dem dann neuen § 232 ZPO besteht für „jede gerichtlich anfechtbare Entscheidung“
1. eine grundsätzliche Belehrungspflicht in Verfahren ohne Anwaltszwang (§ 232 Satz 1 ZPO),
2. grundsätzlich keine Belehrungspflicht in Verfahren mit Anwaltszwang (§ 232 Satz 2 Halbsatz 1 ZPO)

- ausgenommen in speziellen Verfahrenssituationen (§ 232 Satz 2 Halbsatz 2 ZPO).
Gerichtlich anfechtbare Entscheidungen im Sinne des § 232 ZPO sind Entscheidungen, gegen die ein Rechtsmittel, der Einspruch, der Widerspruch oder die Erinnerung statthaft sind:
- Rechtsmittel: Berufung (§ 511 ZPO), Revision (§ 542 ZPO), sofortige Beschwerde (§§ 567, 793 ZPO) und Rechtsbeschwerde (§ 574 ZPO) – gegen Urteile und Beschlüsse. Ausgenommen ist nach § 232 Satz 3 ZPO die Sprungrevision (§ 566 ZPO);
- Einspruch: gegen ein Versäumnisurteil (§ 339 ZPO) oder gegen einen Vollstreckungsbescheid (§ 699 ZPO);
- Widerspruch: (gegen einen durch Beschluss erlassenen Arrest (Arrestbefehl) (§§ 924, 926 ZPO) bzw. eine einstweilige Verfügung);
- Erinnerung: (die Erinnerung gegen die Entscheidung des Rechtspflegers nach § 11 RPflG; ob auch die Vollstreckungserinnerung nach § 766 ZPO gemeint ist, ist streitig).

Keine Rechtsbehelfe im Sinne des § 232 ZPO sind:
- Anträge auf Berichtigung oder Ergänzung (§§ 319, 321 ZPO),
- Anträge auf Vollstreckungsschutz (§ 765a ZPO),
- Anträge auf Anordnung der Klageerhebung (§ 926 ZPO), die
- vollstreckungsrechtlichen Klagen nach §§ 731, 767, 771, 805 ZPO oder
- die Anhörungsrüge nach § 321a ZPO.

Eine fehlende oder falsche gebotene Rechtsbehelfsbelehrung macht eine Entscheidung nicht unwirksam und ändert nichts an der Rechtsbehelfsfrist. Bei Fristversäumnis kann jedoch Wiedereinsetzung in den vorigen Stand gewährt werden. Ihr Erfolg setzt unter anderem voraus, dass der Fehler für die Fristversäumnis kausal war. Dies wird nach § 233 Satz 2 ZPO vermutet. Wird aber eine Partei durch einen Rechtsanwalt vertreten, gilt nach der Rechtsprechung etwas Anderes: vom Rechtsanwalt wird verlangt, dass er eine Rechtsbehelfsbelehrung überprüft.
Enthält eine Entscheidung keine Zulassung der Rechtsbeschwerde, so erfolgt eine Zulassung auch nicht durch eine beigefügte, unterschriebene Rechtsbehelfsbelehrung, wenn sie – wie im Regelfall – nur eine Wissenserklärung ist und keinen Zulassungswillen erkennen lässt.

### Arbeitsrecht
Im Arbeitsgerichtsverfahren besteht nach § 9 Abs. 5 Satz 1 ArbGG die Verpflichtung, „alle mit einem befristeten Rechtsmittel anfechtbaren Entscheidungen“ mit einer Rechtsmittelbelehrung zu versehen. Ist kein Rechtsmittel gegen die Entscheidung gegeben, so ist nach § 9 Abs. 5 Satz 2 ArbGG auch darüber zu belehren.
§ 9 Abs. 5 ArbGG erfasst nur Rechtsmittel in einem technischen Sinn, nicht sonstige Rechtsbehelfe. Nach § 59 Satz 3 ArbGG besteht die Verpflichtung zu einer Rechtsbehelfsbelehrung im Fall eines Versäumnisurteils.
Zu belehren ist demnach über die Berufung (§§ 64 ff. ArbGG), die Revision (§§ 72 ff. ArbGG), die Revisionsbeschwerde (§ 77 ArbGG i. V. m. §§ 574 ff. ZPO), die sofortige Beschwerde (§ 78 Abs. 1 ArbGG i. V. m. § 577 ZPO), die Beschwerde gemäß § 87 ArbGG, die Rechtsbeschwerde (§§ 92 ff. ArbGG).
Nach – umstrittener – Ansicht des BAG muss über die Möglichkeit einer Nichtzulassungsbeschwerde gemäß § 72a, § 92a ArbGG nicht belehrt werden.
Eine Rechtsmittelbelehrung ist nur dann wirksam, wenn sie von den zuständigen Richtern unterschrieben ist. Dies sind beim LAG auch die ehrenamtlichen Richter, beim ArbG nur der Berufsrichter (§ 60 Abs. 4 Satz 1 ArbGG).
Die Rechtsmittelbelehrung muss inhaltlichen Anforderungen genügen (§ 9 Abs. 5 Satz 3 ArbGG), ansonsten ist sie unwirksam. In der Gerichtspraxis werden in der Regel überprüfte Formulare verwendet.
Die normale Rechtsmittelfrist beginnt nur, wenn die Parteien eine wirksame Rechtsmittelbelehrung erhalten (§ 9 Abs. 5 Satz 3 ArbGG). Ohne wirksame Rechtsmittelbelehrung gilt eine verlängerte Rechtsmittelfrist von einem Jahr ab Zustellung der Entscheidung (§ 9 Abs. 5 Satz 4 ArbGG), es sei denn, dass die Einlegung innerhalb der Jahresfrist auf Grund höherer Gewalt nicht möglich war oder die Rechtsmittelbelehrung (falsch) enthielt, dass kein Rechtsmittel gegeben sein (§ 9 Abs. 5 Satz 4 vorletzter Hs. ArbGG).
Wird in der Rechtsmittelbelehrung die Möglichkeit der Einlegung eines Rechtsmittels entgegen der objektiven Rechtslage erklärt, so führt dies nicht zur Statthaftigkeit eines objektiv falschen Rechtsmittels. Die Rechtsprechung sieht in einer falschen Rechtsbehelfsbelehrung auch keine stillschweigende Zulassung eines Rechtsmittels.
Wird eine Entscheidung überhaupt nicht zugestellt, verdrängen die § 66 Abs. 1, § 74 Abs. 1 ArbGG den § 9 Abs. 5 Satz 4 ArbGG.
Wird eine Entscheidung ihrer Art nach falsch getroffen (Beispiel: es ergeht ein Versäumnisurteil, obwohl ein Endurteil hätte ergehen müssen), so gilt das Prinzip der Meistbegünstigung: Die Partei kann wählen, ob sie das Rechtsmittel gegen die richtige Entscheidung oder gegen die tatsächliche Entscheidung einlegt (im Beispiel: Wahlrecht zwischen Einspruch oder Berufung).
Die Berichtigung einer Entscheidung mit einer falschen Rechtsmittelbelehrung erfolgt durch einen Berichtigungsbeschluss, gegen den die Beschwerde zulässig ist (§ 78 Abs. 1 ArbGG i. V. m. §§ 567 ff. ZPO). Eine Zustellung nur des Berichtigungsbeschlusses ist unzureichend. Es muss eine erneute Zustellung der gesamten Entscheidung erfolgen.

### Familienrecht
In Familiensachen und in den Angelegenheiten der freiwilligen Gerichtsbarkeit ist nach § 39 FamFG jeder Beschluss mit einer Rechtsbehelfsbelehrung zu versehen.
Diese muss die Angabe des statthaften Rechtsbehelfs, des Einspruchs, des Widerspruchs oder der Erinnerung enthalten sowie die Form und Frist und das Gericht mit seinem Sitz angeben, bei dem der Rechtsbehelf einzulegen ist.
Rechtsgedanke dahinter war laut Bundestags-Drucksache 16/6308:
Die Rechtsmittelbelehrung ist, obgleich bisher nur in einzelnen Bereichen der FG-Verfahren vorgesehen, Ausdruck des rechtsfürsorgerischen Charakters dieser Verfahren. Diesem Rechtsgedanken entsprechend sind die Beteiligten daher künftig in allen FamFG-Verfahren über die Rechtsmittel oder sonstige ordentliche Rechtsbehelfe zu belehren.
Demnach soll ein Beteiligter auch ohne Hinzuziehung eines Rechtsanwaltes in die Lage versetzt werden, den vorgesehenen Rechtsbehelf einzulegen:
Zum anderen regelt die Vorschrift den notwendigen Inhalt der Rechtsbehelfsbelehrung. Sie hat mit der Bezeichnung des Gerichts, bei dem der Rechtsbehelf einzulegen ist, dessen Sitz sowie der einzuhaltenden Form und Frist alle wesentlichen Informationen zu enthalten, die den Beteiligten in die Lage versetzen, ohne die Hinzuziehung eines Rechtsanwaltes den zulässigen Rechtsbehelf gegen die ergangene Entscheidung einzulegen.
Sofern eine solche nicht enthalten ist, hat dies gegebenenfalls über die gesetzliche Vermutung der schuldlosen Versäumnis der Beschwerdefrist (§ 17 Abs. 2 FamFG) die Wiedereinsetzung in den vorigen Stand zur Folge.

### Strafrecht
Im Strafrecht muss mit der Urteilsverkündung, noch vor der schriftlichen Abfassung der Urteilsgründe, über den zutreffenden Rechtsbehelf belehrt werden (§ 35a StPO).

## Österreich – Verwaltungsrecht
Jeder Bescheid einer österreichischen Verwaltungsbehörde (nicht aber auch eine Entscheidung eines österreichischen Gerichts!) muss eine Rechtsmittelbelehrung (RMB) enthalten.

### Grundsätzliches
In der Rechtsmittelbelehrung ist anzugeben:
- Ob der Bescheid angefochten werden kann oder nicht,
  - wenn ja:
    - bei welcher Behörde und
    - innerhalb welcher Frist das Rechtsmittel eingebracht werden muss,
    - dass darin der angefochtene Bescheid bezeichnet werden muss und
    - dass das Rechtsmittel einen bestimmten Antrag sowie
    - eine Begründung dieses Antrags enthalten muss.

Ist der Bescheid nicht mehr anfechtbar, weil er von der letztinstanzlichen Verwaltungsbehörde erlassen wurde, muss die RMB darauf hinweisen, dass dagegen Beschwerden an den
- Verwaltungsgerichtshof (sofern dieser gemäß Artikel 133 des österreichischen Bundes-Verfassungsgesetzes darüber entscheiden darf) oder
- Verfassungsgerichtshof

eingebracht werden können.
Außerdem muss hingewiesen werden auf
- den Umstand, dass solche Beschwerden von einem Rechtsanwalt unterschrieben sein müssen
- die Gebühren, die für solche Beschwerden zu bezahlen sind.

### Fehlerhaftes
Wenn die Rechtsmittelbelehrung
- überhaupt fehlt,
- irreführend angibt, dass kein Rechtsmittel zulässig sei,
- keine oder eine kürzere Frist fürs Einbringen des Rechtsmittels angibt als gesetzlich vorgesehen,

gilt das Rechtsmittel als rechtzeitig eingebracht, wenn es innerhalb der gesetzlichen Frist eingebracht wurde. (Die gesetzliche Frist ist normalerweise zwei Wochen ab Zustellung oder mündlicher Verkündung; es gibt allerdings – wenige und daher im Großen vernachlässigbare – Ausnahmen, etwa im Verfahren über die Eintragung in das Wählerverzeichnis.)
Ist in der RMB eine längere (als die gesetzlich vorgesehene) Einbringungsfrist angegeben, gilt das Rechtsmittel auch dann als rechtzeitig eingebracht, wenn diese längere Frist ausgenützt wurde.
Steht in der RMB nicht, bei welcher Behörde das Rechtsmittel einzubringen ist, oder ist als Einbringungsstelle eine falsche Behörde angegeben, dann ist das Rechtsmittel richtig eingebracht, wenn es
- bei der Behörde eingebracht wird, die den Bescheid erlassen hat,
- oder bei der falsch angegebenen Behörde eingebracht wird.

Das österreichische Verwaltungsrecht kennt keine dem deutschen Recht vergleichbare Regelung, wonach die Rechtsmittelfrist ein Jahr betrage, wenn die RMB fehlt oder falsch sei.
Allerdings muss die Behörde die Wiedereinsetzung in den vorigen Stand bewilligen, wenn die Rechtsmittelfrist deswegen versäumt wurde, weil der Bescheid
- überhaupt keine RMB enthält,
- keine Rechtsmittelfrist enthält oder
- die falsche Angabe enthält, dass kein Rechtsmittel zulässig sei.